# 三島ゆたか
三島 ゆたか（みしま ゆたか、1968年3月21日 - ）は、東京都立川市出身の俳優。劇作家、脚本家、演出家。東京の劇団おにぎりスキッパーズ2の主宰。株式会社ケイエムシネマ企画所属。

## 人物
1993年、森久保祥太郎らとラップバンド、「おにぎりスキッパーズ」を結成。当時、ラップはまだ珍しく、対バンを組むバンドが現れなかったため、持ち歌5曲のワンマンライブ開催を余儀なくされた。そのとき、曲の合間を埋めるための長いMCがコントとして発展。コントがいつしか物語形式になり、以降、ミュージシャンの脱退を経て劇団形態に移行した。
おにぎりスキッパーズは1999年一度解散するが、2年後の2001年に「おにぎりスキッパーズ2」として再結成。ユニット形態での8年間の活動ののち、2009年再劇団化された。三島ゆたかはおにぎりスキッパーズ2の主宰として、脚本と演出を担当している。
一方1993年、おにぎりスキッパーズ活動中に受けたCFオーデションに合格したことにより俳優活動を舞台活動と並行して行うようになる。1996年に行われた東映映画『嗚呼!!花の応援団』の公開オーデションで前田等役に抜擢（）されスクリーンデビューを果たした。
1997年、『とんねるずのみなさんのおかげでした』内にて放送されたSFドラマ「ギャラクシーフジヤマ」で、ダンスの振り付けをしていたパパイヤ鈴木と意気投合しおやじダンサーズを結成するが、翌1998年開催されたサザンオールスターズ20周年ライブ終了時に方向性の違いにより脱退。ウルフルズのPV「あそぼう」がおやじダンサーズ最後の仕事となった（パパイヤ鈴木とは2001年、ウルフルズのPV「明日があるさ」で再共演をしている）。
2000年、おにぎりスキッパーズ解散後、ピン芸人である鮪男らとコントユニット＝ブーツ&パンティーズを結成。翌2001年、おにぎりスキッパーズ再結成を理由に脱退。
2006年、第17回ゆうばり国際ファンタスティック映画祭・オフシアターコンペティションにて、初主演作『なま夏』（吉田恵輔監督）がグランプリを受賞。吉田恵輔とは塚本晋也監督作『バレット・バレエ』の撮影現場で知り合い、それが縁で『なま夏』の主演を引き受けることとなった。三島は『なま夏』以降、吉田恵輔が監督するすべての作品にクレジットされている。近年、吉田恵輔の露出が増えるにあたり各媒体にて「吉田恵輔のミューズ」と呼ばれることが多くなっている。
2016年、2009年にマーティンスコセッシに見いだされ、撮影開始まで6年待たされた「沈黙 -サイレンス-」が全米にて公開。五島の男（クロ）を演じ、存在感を示した。
以降、日本だけでなく様々な国の映画へと活躍の場を広げている。
その特異な外見、キャラクターから映画やドラマではワンポイントとして使われることの多い俳優である。またその出演シーンの短さから、自身を「抜けの匠」、出演作を「出没作」と称している。

## 出演

### 映画
※☆は吉田恵輔監督作品。
- 嗚呼!!花の応援団（1996年） - アホの前田　役
- ポストマン・ブルース（1997年） - 入院患者　役
- 狼の眼（1997年）
- マルタイの女（1998年） - 信者　役
- アンラッキー・モンキー（1998年） - バーテン　役
- 極道の墓場フリージア（1998年）
- ニンゲン合格（1999年） - 宮下　役
- バレット・バレエ（1999年） - 中国マフィア　役
- WiLD ZERO（1999年） - ラジオの声　役
- 溺れる魚（2001年） - ピグモン　役
- 竜二Forever（2002年） - 玄ちゃん　役
- IKKA 一和（2002年） - ファミレス店長　役
- Jam Films2 FASTENER（2003年） - 拍手する観客　役
- アカルイミライ（2003年） - 弁当屋の客　役
- 紀雄の部屋（2003年） - 警備員　役
- ロデオ・ドライブ（2003年） - 刑事　役
- CAGE（2004年） - ランニングの男　役
- オーバードライヴ（2004年） - 大和会の重鎮　役
- ハードラックヒーロー（2004年） - コック　役
- なま夏（2005年） - 益雄　役[9] ☆
- 奇談（2006年） - まつろわぬ民　役
- メリちん（2006年） - テレビアナウンサー　役 ☆
- Saru phase tree（2007年） - 樋口　役
- 机のなかみ（2007年） - 三島先生 役　☆
- 大日本人（2007年） - CGのミドン　役
- 僕の彼女はサイボーグ（2008年） - 知的障害者　役
- 純喫茶磯辺（2008年） - 改装業者 役　☆
- シャッター（2008年） - 雑誌編集者　役
- 東京残酷警察（2008年） - ラブホ男　役
- 梅田優子の告白（2008年） - 牛丼屋の店長・三島　役
- 20世紀少年 第2章 最後の希望（2009年） - 陳情係員　役
- GOEMON（2009年） - 拷問人　役
- 鉄男 THE BULLET MAN（2010年） - 宅配業者　役
- さんかく（2010年） - 釣具屋の店長 役　☆
- ナイントゥイレブン（2010年） - コンビニ店長　役
- 七つまでは神のうち（2011年） - 映画監督　役
- JAPAN SHORTS「りんご」（2013年） - 饅頭を食べる男　役
- ばしゃ馬さんとビッグマウス（2013年） - 王 役　☆
- 麦子さんと（2013年） - 蟹江 役　☆
- 銀の匙 Silver Spoon（2014年） - 英語教師 役　☆
- 進撃の巨人（2015年） - 巨人　役
- TOO YOUNG TO DIE! 若くして死ぬ（2016年） - ぱんだ店長　役
- あやしい彼女（2016年） - リンゴ売り　役
- ヒメアノ〜ル（2016年） ☆
- L -エル-（2016年） - 借金取り　役
- 沈黙 -サイレンス- Silence （2017年） - KURO　役[10]
- DESTINY 鎌倉ものがたり（2017年） - 夜市の男　役
- 犬猿（2018年） - 和成の上司 役☆
- ゼニガタ（2018年） - 沼田　役
- 愛しのアイリーン（2018年） - ふんどしの男 役　☆
- ロマンスドール（2020年） - 木内　役
- とんかつDJアゲ太郎（2020年） - とんかつ屋の客　役
- 無頼（2020年） - 花火に驚く囚人　役
- BLUE/ブルー（2021年） - 居酒屋店長 ☆
- るろうに剣心 最終章 The Final（2021年） - 乞食老人　役
- 空白（2021年） - 田辺淳二　役　☆
- 明け方の若者たち（2021年） - 部長　役[11]
- 神は見返りを求める（2022年） - 奇行するおじさん 役　☆
- ROMAN PORNO NOW『手』（2022年） - 佐々木　役　[12]
- マッチング（2024年2月23日公開） - 上司 役
- ミッシング（2024年5月17日公開、ワーナー・ブラザース映画） - 田辺 役[13]　☆
- あの人が消えた（2024年9月20日公開予定） - 八谷 役[14]
- 逆火（2025年7月11日公開予定） - 小原治 役
- 九龍ジェネリックロマンス（2025年8月公開予定） - ヒヨ爺 役[15]

### テレビドラマ
- ギャラクシーフジヤマ（1997年、フジテレビ） - 三島通信士　役
- パーフェクトラブ!（1999年、フジテレビ） - 牧野　役
- 茂七の事件簿 新ふしぎ草紙（2002年、NHK）
- ナイトホスピタル 病気は眠らない 第5話（2002年、よみうりテレビ）
- ご近所探偵TOMOE 第1話（2002年、WOWOW） - 風俗店長　役
- ケータイ刑事 銭形泪 第2シリーズ 第1話（2004年、BS-i） - 安生鼻夫　役
- 信濃のコロンボ 杜の都殺人事件（2006年、テレビ東京）
- 帰ってきた時効警察 第1話（2007年、テレビ朝日） - 五所川原　役
- フキデモノと妹（2008年、テレビ朝日） - ヤクザ　役
- オトコマエ!（2008年、NHK） - 留吉（読売）役
- トリハダ4〜夜ふかしのあなたにゾクッとする話を（2008年、フジテレビ） - 電車の男　役
- ラストメール 第5話（2008年、BS朝日） - シゲ　役
- 未来世紀シェイクスピア（2008年、関西テレビ） - 赤猿　役
- 天国で君に逢えたら（2009年、TBS） - 患者　役
- 僕の秘密★兵器 第9話（2009年、メ〜テレ） - 風俗店店長　役
- BUNGO -日本文学シネマ-「檸檬」（2010年、TBS） - 二階の男　役
- 世にも奇妙な物語 20周年スペシャル・春 〜人気番組競演編〜 「もうひとりのオレ」（2010年、フジテレビ） - ディレクター　役
- モリのアサガオ（2010年、テレビ東京） - 猪山死刑囚　役
- 大河ドラマ（NHK）
  - 平清盛 第5話（2012年） - 公卿　役
  - 八重の桜 第4話（2013年） - 茶坊主　役
  - いだてん〜東京オリムピック噺〜 第39話（2019年） - 中国人露天商　役
  - どうする家康 第3話（2023年） - 吉蔵 役
- 陽だまりの樹 第3話（2012年、NHK BSプレミアム） - 町人　役
- 連続テレビ小説 / 梅ちゃん先生（2012年、NHK） - 「食事処みかみ」の客　役
- トッカン -特別国税徴収官- 第7話（2012年、日本テレビ） - おしぼりファニー　役
- まほろ駅前番外地（2013年、テレビ東京） - 看板持ちの男　役
- 幸せになる3つの買い物 「『いいね!』を買った女」（2013年、関西テレビ） - 地元の同級生　役
- スターマン〜この星の恋〜（2013年、関西テレビ） - 重田家の謎の男　役
- 変身インタビュアーの憂鬱（2013年、TBS） - 笹川量　役
- BORDER 警視庁捜査一課殺人犯捜査第4係 第4話（2014年、テレビ朝日） - 市村（ホームレス）役
- リバースエッジ 大川端探偵社 第8話（2014年、テレビ東京） - 商店主　役
- リーガルハイ・スペシャル（2014年、フジテレビ） - 手話通訳・石井　役
- LOVE理論 第8話（2015年、テレビ東京） - 弁当屋・木村　役
- ソタイ 組織犯罪対策課2（2016年、テレビ東京） - 中国マフィア　役
- THE LAST COP/ラストコップ 第3話（2016年、日本テレビ） - 浮浪者　役
- 三匹のおっさん3〜正義の味方、みたび!!〜 第1話（2017年、テレビ東京） - ケーキ屋店主　役
- バイプレイヤーズ 〜もしも6人の名脇役がシェアハウスで暮らしたら〜 第8話（2017年、テレビ東京） - 「みたらし熟女」監督　役
- スリル!〜赤の章・黒の章〜 第4話（2017年、BSプレミアム） - 居酒屋店主　役
- 松本清張「花実のない森」（2017年、テレビ東京） - 管理人　役
- 犯罪症候群 第2話 （2017年 、東海テレビ・フジテレビ系） - 情報屋　役
- みをつくし料理帖 第1話（2017年、NHK） - 見物人　役
- トットちゃん! 第26話（2017年、テレビ朝日） - 闇市の店主　役
- 名刺ゲーム（2017年、WOWOW） - 高見沢　役
- 相棒シリーズ（EX)
  - season16 第15話「事故物件」（2018年） - ホームレス　役
  - season22 第12話「惡の種」(2024年） - 緒方　役
- 99.9-刑事専門弁護士- SEASON II 第8話（2018年、TBS） - 裁判員　役
- 宮本から君へ 第1話（2018年、テレビ東京） - 文房具屋のオヤジ　役
- 特捜9 第4話（2018年、EX） - 小島均（秋葉原の店員・通称ヒヨコ）役
- おっさんずラブ 最終話（2018年、EX） - フラッシュモブおじさん　役
- そろばん侍　風の市兵衛 第2部「雷神（後篇）」（2018年、NHK） - そば屋主人　役
- 健康で文化的な最低限度の生活 第8話（2018年、CX） - 断酒会の男　役
- 主婦カツ! 第2話（2018年、BSプレミアム） - 値札の客　役
- THE GOOD WIFE / グッドワイフ 第3話（2019年、TBS） - ラーメン屋　役
- 柴公園 第4話（2019年、東名阪ネット6、TOKYO MX、BS12トゥエルビ他） - 競馬のおっちゃん　役
- 白衣の戦士! 第6話（2019年、日本テレビ） - 見舞い客　役
- his〜恋するつもりなんてなかった〜 第5話（2019年 、メ〜テレ配信） - 公園の係員　役
- TWO WEEKS（2019年、関西テレビ･フジテレビ系） - 漁師　役
- 絶対零度 (テレビドラマ) 第2話（2020年、フジテレビ） - 麻雀店の店員　役
- 恋はつづくよどこまでも 第6話（2020年、TBS） - 立花康央 役　役
- この男は人生最大の過ちです第8話（2020年、ABC） - 教授　役
- 彼女はキレイだった 第6話（2021年、関西テレビ・フジテレビ） - 青柳コウ 役
- ドクターY〜外科医・加地秀樹〜（2021年、テレビ朝日） - ラーメン屋　役
- らせんの迷宮〜DNA科学捜査〜 第5話（2021年11月12日、テレビ東京） - 死体発見者　役
- おいしい給食シーズン2 第6話（2021年11月17日、テレビ神奈川ほか） - 工藤俊作 役
- ミステリと言う勿れ（2022年1月10日 - 3月28日、フジテレビ） - 佐橋謙介 役
- だから殺せなかった 第2話（2022年1月16日、WOWOW） - ホームレス 役
- ねこ物件 第1話（2022年4月8日、テレビ神奈川ほか） - 肉屋 役
- 初恋の悪魔（2022年、日本テレビ） - 矢澤栄太郎 役[16]
- エルピス-希望、あるいは災い-（2022年、関西テレビ） - 牛丼屋の店員 役
- シガテラ 第2話・第9話（2023年、テレビ東京） - 長田店長 役[17]
- ブラックポストマン 第1話・第5話（2023年、テレビ東京） - マサ 役[18][19]
- ミステリと言う勿れ 特別編（2023年9月9日、フジテレビ） - 佐橋謙介 役
- インターホンが鳴るとき（2023年10月12日 - 、テレビ大阪） - サカタトシオ 役[20]
- ジャンヌの裁き 第4話（2024年2月2日、テレビ東京) - 喫茶店のマスター 役
- NHKスペシャル「未解決事件File.10 下山事件」（2024年3月30日、NHK総合） - 八十島信之介 役
- 演じ屋 Re:act 第五話（2024年、WOWOW） - 山田 役
- 潜入兄妹 特殊詐欺特命捜査官 第2話・第3話（2024年10月12日・19日、日本テレビ） - 黒部優作 役[21]
- 愛人転生 -サレ妻は死んだ後に復讐する-第7話・第8話（2024年、MBS） - 議員 役[21]
- キャスター 第7話（2025年5月25日、TBS） - 情報屋 役[22]

### 配信ドラマ
- HENCHMEN -ヘンチメン-（2011年、江口カン監督、LISMOドラマ） - 居酒屋店長　役
- 彼は妹の恋人 第6話（2012年、BeeTV） - おねえ　役
- DARC　ダーク（2018年5月1日 - 配信開始、ジュリアス・R・ナッソー監督、Netflix） - ラーメン屋のおやじ　役
- ゼロ エピソードZERO 後藤ミツル編後編（2018年、hulu） - ナルシストな紳士　役
- ブラックスキャンダル 第7.5話（2018年、Gyao） - 監督　役
- 猿に会う 第3話（2020年、dtv） - 西山　役[23]
- レンアイ格闘家　第10話（2021年、FOD） - ピンクの借金取り　役
- モモウメ第11話（2021年、Hulu） - さすらいのシゲ　役
- AKB48の歌第3話・第4話(2022年、ひかりTV）　-　高岸　役
- インフォーマ -闇を生きる獣たち-第7話（2024年、ABEMA） - 管理人 役

### 特撮
- 超光戦士シャンゼリオン 第33話（1996年、テレビ東京） - テレビレポーター　役
- 仮面ライダーシリーズ
  - 仮面ライダーW 第13話（2009年、テレビ朝日） - 火野 / マスカレイド・ドーパント（声）　役[24]
  - 仮面ライダーゼロワン 第9話（2019年、テレビ朝日） - 久知唐雄　役[25][26]
  - 仮面ライダーリバイス 第47話（2022年8月7日、テレビ朝日） - コメンテーター　役

### オリジナルビデオ
- 湘南爆走族 帰ってきた伝説の5人（1997年） - 地獄の軍団A　役
- 当選（1998年） - 米原公輔　役
- 湘南爆走族2 熱闘！アルバイト大作戦（1998年） - 地獄の軍団OB　役
- 裏警察 BOX39（1998年） - ラブホテルの店員　役
- 人妻・覗かれた情欲 ラブ・トラップ（1998年）
- 難波金融伝ミナミの帝王 消えない傷跡（1999年） - ノブ　役
- ヤンママ愚連隊 3（1999年） - マー　役
- 宅配される女（2000年）
- OH!スーパーミルクチャン ミルクのIT革命（2001年） - 三代目ルパン魚武　役
- クネクネ（2010年） - 平蔵　役
- 日本統一外伝 〜山崎一門〜8（2023年） - 竹本社長　役[27]
- 日本統一69（2025年） - 竹本社長　役

### PV
- ガッツだぜ!!（ウルフルズ）
- ブギウギ'96（ウルフルズ）
- しあわせですか（ウルフルズ）
- あそぼう（ウルフルズ）
- 明日があるさ（ウルフルズ）
- あ〜よかった（花*花）

### CM
- au（KDDI）「去年と違う夏。」（2009年 - ） - 金魚すくい屋
- アフラック「もっとやさしいEVER ゴルフ編」（2013年 - ） - 熟年ゴルファー
- V!勇者のくせになまいきだR「選挙編」（2017年 - ） - 魔王ちかお
- LUCIDOニオイケアシリーズ「浅野忠信の背後霊編」（2020年 - ） - 背後霊おじさん[28]
- KDDI au三太郎シリーズ**「応援を応援したい」篇（2022年1月7日 - ）[29] - 誰も知らない村人[30]